# 월터 도윈 티그
월터 도윈 티그(Walter Dorwin Teague, 1883년 12월 18일 ~ 1960년 12월 5일)는 미국의 산업 디자이너, 건축가, 일러스트레이터, 그래픽 디자이너, 작가, 기업가이다.
1885년 미국의 인디애나주 티케터에서 태어났다. 그는 1911년부터 그래픽 디자인 분야에서 활약하다가 1926년에는 공업 디자인 사무소를 개설하였다.
1939년 뉴욕 만국박람회의 회장 5관(館)을 설계한 외에도 U.S스틸, 포드 자동차, 뒤퐁 회사, 베크라이트 회사, 이스트만 코닥 회사 등의 여러 제품의 디자인도 하였다.
그는 미국에 있어서의 디자인 근대화를 이룩한 초창기의 한 사람이며, 사무소를 설치하여 디자인의 근대기업화를 시도한 최초의 디자이너였다. 1944년에는 공업 디자이너 협회(약칭 SID)를 설립하여 초대 회장직을 맡아 명실공히 미국 디자인계(界)의 지도적 지위를 담당하였다. 디자인의 윤리성을 강조하여 상업주의의 독주를 규제하려는 SID의 이념은 그의 기본 정신이기도 하였다.